# (2516) Roman
Pour les articles homonymes, voir Roman.
(2516) Roman (1964 VY) est un astéroïde de la ceinture principale, découvert le 6 novembre 1964 à l'observatoire Goethe Link près de Brooklyn, dans l'Indiana.